# 賓托
賓托是玻利維亞的城鎮，位於該國中部，由科恰班巴省負責管轄，海拔高度2,553米，受亞熱帶氣候影響，每年平均降雨量約500毫米，2010年人口18,976。

## 外部連結
- （西班牙文） Instituto Nacional de Estadistica de Bolivia  (INE)
- Hospitals of Hope （页面存档备份，存于）